# Alutor jezik
Alutor jezik (aliutor, alyutor, olyutor; ISO 639-3: alr), jedan od pet čukotsko-kamčatskih jezika kojim govori oko 150 ljudi (2000 A. Kibrik) od 2 000 (1997 M. Krauss) etničkih Alutora.
Govori se na sjeveroistoku poluotoka Kamčatka u selima Vyvenka (Вывенка) i Hailino, dvije obitelji u Rekinniki i obitelji u naseljima Tiličiki (Тиличики) i Tymlat (Тымлат). Osobe mlađe od 35 godina govore jedino ruski [rus], pa je u opasnosti od izumiranja.
Postoji nekoliko dijalekata: alutorskij (alutor vlastiti), karaginskij (karaga), palanskij (palana).

## Vanjske poveznice
- Ethnologue (14th)
- Ethnologue (15th)